# Dora Hohlfeld
Dora Hohlfeld (geboren als Luise Josefine Julie Theodore Tenge; * 21. Februar 1860 auf Gut Niederbarkhausen; † 11. Februar 1931 in Salzburg) war eine deutsche Schriftstellerin.

## Familie
Ihr Großvater war der aus Osnabrück stammende Frühindustrielle Friedrich Ludwig Tenge, der 1822 u. a. die Güter der Grafen von Rietberg in der ostwestfälischen Grafschaft Rietberg gekauft hatte. Bereits im Kleinkindalter kam Dora Tenge mit ihren Eltern Carl Friedrich und Therese Tenge, geb. Bolongaro Crevenna, ihrer Schwester Hermine Theodora Johanna Benedikta Maria Alma und den beiden älteren Brüdern Karl Ludwig Woldemar und Hermann Alfred nach Rietberg. Dort wuchs sie im ehemals herrschaftlichen Haus Münte der fürstlichen Familie Kaunitz-Rietberg auf. Ihre Mutter bekam noch zwei weitere Söhne und Dora Tenge wuchs mit ihren fünf Geschwistern auf.
Der Vater Carl Friedrich Tenge besaß die Güter Rietberg und Schloß Holte. Er war Mitinhaber der Holter Eisenhütte, die von dem angeheirateten Onkel Julius Meyer geleitet wurde. Der Millionär und „Gefühlssozialist“ Julius Meyer und die Familie Tenge waren Mittelpunkt eines literarisch-politischen Kreises auf Schloss Holte (Holter Kreis) mit Kontakten zu August Heinrich Hoffmann von Fallersleben, Georg Herwegh, Wilhelm Weitling, Friedrich Engels und Karl Marx.
Ihre Mutter, Therese Tenge, stammte aus der Kaufmannsfamilie Bolongaro Crevenna aus Höchst bei Frankfurt. Ihre Familie kam ursprünglich aus Italien und hatte sich Mitte des 18. Jahrhunderts in der Region bei Frankfurt niedergelassen. Aus dem Buch Die Tenges geht hervor, dass sie eine gute Pianistin war und weitgehend ihren künstlerischen Neigungen nachging. Karl Marx war beeindruckt von ihrem Klavierspiel.

## Leben
Doras Hohlfelds literarisches Talent zeigte sich bereits im Alter von fünf Jahren, als sie anfing, Märchen und Gedichte zu schreiben. Sie und ihre Schwester Alma besuchten in Osnabrück ein Mädchenpensionat. Das Verhältnis zu ihrem Vater scheint eher kritisch gewesen zu sein, da dieser sich vornehmlich um die Ausbildung der männlichen Familienmitglieder kümmerte.
Im Alter von 25 Jahren heiratete Theodora Tenge in Rietberg Maximilian Ludwig Freiherr von Reitzenstein (* 10. Mai 1853 in Karlsruhe; † 24. März 1903 in Karlsruhe), königlich preußischer Oberstleutnant, Sohn des Ernst Philipp Freiherr von Reitzenstein und der Jeanette Ziegler. Im gleichen Jahr verstarb ihre Mutter. Mit ihrem Mann bekam sie drei Kinder, Heinz (* 6. Juli 1886 in München; † 21. April 1903), Hildegard Emma Alma (* 18. September 1887 in München; † 1982) und Horst Woldemar Ernst (* 27. Oktober 1889 in München; † 1966). Ihr Sohn Heinz starb kurz nach dem Tod ihres ersten Mannes, dies erwähnt sie in einem Brief an Richard von Schaukal.
Von ihrer Tochter Hilde (* 18. September 1887; †) bekam sie die drei Enkelkinder: Felicitas Theodore Agnes Emma (* 19. September 1910 in Karlsruhe; † 1970 in Rosenheim), Phillibert Guido Bruno Sigismund (* 24. Juli 1917 in Salzburg, †) und Sybille Thesy Hildegard (* Esslingen 21. März 1921, †). Von ihrem Sohn Horst stammt das Enkelkind Helmut (* 11. Dezember 1919, †), Freiherr von Reitzenstein, zu Klein Polschen (Ostpommern).
Sie und ihr Mann lebten in Süddeutschland. Doch die starken Eindrücke, die sie in ihrer Kindheit im westfälischen Rietberg prägten, begleiteten sie ihr Leben lang und kamen später auch immer wieder in ihren Romanen zum Ausdruck. 1896 vererbte ihr Vater Carl Friedrich sein Vermögen seinen Kindern.
Nach dem Tod ihres ersten Ehemannes im Jahr 1903 wurde sie am 29. Januar 1904 in der Pfarrkirche St. Clement Danes in London von J.J.H. Septimus Pennigton M.A. mit dem schlesisch-österreichischen akademischen Portraitmaler Bruno Hohlfeld getraut. Das Ehepaar ließ sich in Gnigl bei Salzburg nieder.
1909 beteiligte sie sich mit einer Einlage von 15.000 Mark an der Dalbker Papierfabrik, die ihr Vetter Max Dresel in eine GmbH umwandelte.
Ihr Mann Bruno Hohlfeld beging am 18. Januar 1917 Selbstmord. Nach seinem Tod lebte sie in Parsch bei Salzburg. Dora Hohlfeld starb 1931, zehn Tage vor ihrem 71. Geburtstag, in Salzburg.

## Literarisches Werk

### Aus dem Krautwinkel
Ihre erste Veröffentlichung die Novelle Aus dem Krautwinkel wurde als charakteristisch für die Dichterin Dora Hohlfeld bezeichnet. Die besondere Stimmung des Buches wurde mit der Theodor Storms verglichen in seinem Roman Immensee. Ihr wohl bekanntester Roman, Die Arme Josefa, erzählt eine Familiengeschichte, die viele Figuren und Schauplätze aus ihrer Kinder- und Jugendzeit in der ehemaligen Grafschaft Rietberg widerspiegelt. Die Familie hatte beim Erscheinen des Buches große Sorge, es könnte Familieninterna preisgeben. Dora Hohlfeld hatte es verstanden, Dichtung und reale Geschehnisse kunstvoll zu verknüpfen. Mit Worten malte sie ausdrucksstarke Bilder der Naturlandschaften.

### Die arme Josefa
Diese Erzählung wurde in ganz Deutschland von der Presse gelobt. In dem Roman beschreibt sie viele reale Schauplätze, Personen und Begebenheiten aus ihrem Leben. Ihre Familie hatte beim Erscheinen des Buches Sorge, dieser Roman könne als Schlüsselroman aufgefasst werden. Diese Sorge war nicht ganz unberechtigt. Ihre Heimatstadt Rietberg zum Beispiel ist leicht zuerkennen in der Erzählung aufgrund ihrer Schilderung von den Mooren, der Johanniskapelle mit der St.-Johannes-Nepomuk-Figur davor und der Johannisallee. Ihre Gestaltungskraft der Landschaft vermag selbst heute noch die Leser in ihren Bann zu ziehen. Dieser Roman erhielt in ganz Deutschland gute Kritiken und war ein Erfolg. Daher ist es nicht verwunderlich, dass dieser Roman 1930 kurz vor ihrem Tod nochmals aufgelegt wurde, wenn auch gekürzt und unter einem neuen Titel: Das Kind des tollen Arnheim.

### Im Freudensaal
In ihrem nächsten Roman Im Freudensaal, aus dem Leben einer Komtesse, finden wir das Schloss Freisaal bei Salzburg als Schauplatz. Aus einem ihrer Briefe von 1907 an den Journalisten und Literaturhistoriker Dr. Moritz Necker ist zu erfahren, sie wollte Bilder zeichnen aus dem Leben einer Komtesse, als ein junges Mädchen der so genannten Gesellschaft, doch die Natur Salzburgs habe sie fortgetragen. Aus ihren Briefen an ihn geht hervor, dass sie großen Wert auf sein Urteil legte. Er sprach immer wieder Empfehlungen für ihre Werke aus, z. B. gegenüber der Österreichischen Rundschau. Während er bei der Wiener Zeitung Die Zeit arbeitete, war er dort ihr Ansprechpartner. Als er Ende 1907 die Zeitung verließ, bedankte sie sich in einem Brief für seine Liebenswürdigkeit, mit welcher er ihr in der Redaktion entgegengekommen war. Sie bedauerte es, ihn nun nicht mehr dort zu wissen, doch freute sie sich, ihn bald mit ihrem Mann persönlich kennenzulernen, wenn sie nach Wien kämen. Sie selbst arbeitete später auch für die Wiener Die Zeit, was aus einem von ihr veröffentlichten Kommentar zu dem Buch „Der wilde Mann“ von Adolf Latzko (1914) hervorgeht. Ihr Buch Im Freudensaal erhielt wohl nicht nur positive Kritiken, da sie Necker schreibt, er möge sich nur nicht grämen wegen der Kritiken.
Für dieses Buch gestaltete ihr Mann Bruno Hohlfeld den Umschlag.

### Wie sie über die Erde gehen
Sie schreibt zum Inhalt ihres Romans, „Seelen gleichen Stoffes können getrennt auf Erden existieren, sich ahnen, ohne sich jemals zu finden, erst bei der Auflösung finden sie Zielsicherheit.“ Alle die über die Erde gehen, egal ob Tier oder Mensch, können nicht alles selbst bestimmen, vieles bleibt auch dem Schicksal überlassen.

### Geringe Leute
Als sozialkritischer Roman gilt Geringe Leute, der im gleichen Jahr erschien. Sie verdeutlichte in dem Roman die Missstände im Gerichtswesen. Hier schildert sie, wie eine Frau für etwas gerichtlich bestraft wird, das sie gar nicht begangen hat. Sehr einfühlsam schildert sie die Zustände der Jahrhundertwende, denen Frauen ausgesetzt waren. Für diesen Roman hoffte sie auf eine Unterstützung von Dr. Necker, den sie um eine Empfehlung an die Zeitung Österreichische Rundschau bat. Sie wollte den Roman nicht verschiedenen Zeitungen anbieten, sie beschrieb ihn als ähnlich stark wie Die arme Josefa. Dies waren die letzten Romane, die von ihr bei Schuster & Loeffler erschienen.
Um 1910 kam chinesische Lyrik in Mode. Dora Hohlfeld schrieb in der Jugend, der Münchner illustrierte Wochenschrift für Kunst und Leben, über Si-Chy, die von dem chinesischen Dichter Li Po besungene Schönheit.

## Literarische Einordnung
Dora Hohlfeld galt als moderne Frau, deren Stärke es war, ihren Erzählungen Natur- und Fantasiebilder zu schenken, aber auch realistische Figuren zu beschreiben. Sie vermochte auf eine ihr eigene Art und Weise das Liebesleben der Menschen ihres Jahrhunderts zu schildern. Sie setzte sich auch mit der zu ihrer Zeit „modernen Ehe“ auseinander. Durch ihre literarischen Arbeiten zieht sich die Überzeugung, dass Ehe vermutlich nur etwas für Personen ist, die stark genug sind, die nüchterne Wahrheit zu akzeptieren, dass in den meisten Fällen Liebe sich bestenfalls in Freundschaft wandelt. Liebe wurde von ihr als ein Naturgesetz gezeichnet, der sich die Figuren nur schwerlich zu entziehen vermögen, Liebe als Leidenschaft und Fluch. Hohlfeld verstand es in ihren Erzählungen das Gefühlvolle und Verstandesmäßige in symbolischen und prachtvollen Bildern zu vereinen und sprechen zu lassen, so auch in ihrem 1912 erschienenen Roman Die Frauen der Familie Nebelsiek.
Es ist nicht unwahrscheinlich, dass Dora Hohlfeld die allgemeine Kriegsbegeisterung zu Beginn des Ersten Weltkrieges mit anderen Intellektuellen teilte, zumal sie in einer patriotischen Familie aufwuchs und es ihrer Mutter eine Freude war, dass drei ihrer Söhne dem Kaiser dienten, und sie gründete 1878 sogar in Rietberg einen Zweigverein des Vaterländischen Frauenvereins. So ist es nicht verwunderlich, dass sich Dora Hohlfeld an dem Taschenbuch des Kriegsjahres 1914/15 für Deutschland und Österreich-Ungarn mit dem Beitrag Die Trauer Gottes beteiligte. Mit dem Buch sollte der Waffenbrüderschaft Deutschlands und Österreichs ein Denkmal gesetzt werden. Der Herausgeber A. Schremmer hatte für das Buch eine Reihe renommierter deutscher und österreichischer Schriftsteller zur Mitarbeit gewonnen. Außer Hohlfeld beteiligten sich u. a. auch Richard von Schaukal, dessen Kriegsbegeisterung sich in seinen Ehernen Sonetten von 1915 wiederfindet, oder Ernst Lissauer, der nationale Gedichte verfasste und aus dessen Hassgesang gegen England der Schlachtruf entstand: „Gott strafe England“. Eine eindeutig deutschnationale Einstellung zeigte sich auch in allen Werken Walter von Molos. Schremmer schrieb im Vorwort: „Es haben sich manche ferngehalten, die hier nicht hätten fehlen dürfen und nun doch wohl vermisst werden.“ Dies könnte durchaus ein Hinweis sein, dass einige der gefragten Künstler dem Ersten Weltkrieg kritisch gegenüberstanden. Von ihrem Roman Bekenntnisse ist lediglich bekannt, dass er 1915 erschien.
Es folgten längere Zeit keine großen Veröffentlichungen. Erst 1923 schrieb sie in der Reihe Dichter der Gegenwart für den Wolfram Verlag, Würzburg, über Richard von Schaukal, der mit dem Künstlerehepaar befreundet war. Sie erzählte aus dem Leben Schaukals, zitierte einige seiner frühen Gedichte und auch seine Biographien, z. B. über Wilhelm Busch, den sie selbst noch als junges Mädchen erlebt hatte. Zu ihrem Roman Meerland-Menschen schrieb ihr Selma Lagerlöf in einem Brief: „Sie schildern eine Gegend, die ich selten geschildert gesehen, die durch die Lyrik Ihrer Darstellung vor meinen Augen in unerwarteter Schönheit hervorgetreten ist. Aus dieser Natur entstehen Ihre Menschen folgerecht und sicher, eben als wirkliche Schöpfungen der mächtigen Weiten und des nahe liegenden Meeres.“ Sie unterzeichnete das Vorwort „mit deutschem Gruß Selma Lagerlöf.“

## Werke
- Aus dem Krautwinkel; Novelle (1905, Schuster & Loeffler, Berlin)
- Die Arme Josefa; ein Wort vom Kommen und Gehen. (1906, Schuster & Loeffler, Berlin). Gekürzt und neu aufgelegt unter dem Titel: 
  - Das Kind des tollen Arnheim (1930, Verlag Schöningh, Paderborn)
- Im Freudensaal, aus dem Leben einer Komtesse; Roman (1907, Schuster & Loeffler, Berlin)
- Wie sie über die Erde gehen; Roman (1909, Schuster & Loeffler, Berlin)
- Geringe Leute; Roman (1909, Schuster & Loeffler, Berlin)
- Die Frauen der Familie Nebelsiek; Roman (1912, Verlag 'Die Bücher der Lese')
- Die Trauer Gottes; (1914, Taschenbuch des Kriegsjahres 1914/15; Hugo Schmidt Verlag, München)
- Bekenntnisse; Roman (1915)
- Richard von Schaukal; Dichter der Gegenwart (1923, Wolfram, Würzburg)
- Meerland-Menschen; Grenzroman (1924, Bacham Verlag, Köln)
- Das Lächeln des Rosian Ibranowitsch; Roman (1927). Vermutlich erschien 1930 als Auszug daraus unter dem Titel 
  - Gnadenlächeln in den Monatsblättern Die Bergstadt (1930, Heft 10; 18 Herausgeber Paul Keller)
- Kaspar Grunes Tochter; Dora Hohlfeld erwähnt diesen Roman in einem Brief an Richard von Schaukal (1. November 1919)

## Ehrungen
2024 wurde Dora Hohlfeld im Rahmen des Projekts FrauenOrte in die Liste der FrauenOrte NRW aufgenommen. Die feierliche Eröffnungsfeier fand am 27. Juni 2025 in der Felix-Fechenbach-Gesamtschule in Leopoldshöhe statt. Die Gedenktafel für die Schriftstellerin wurde vor dem Bildungscampus enthüllt.